# Паласпорт дель Мауро
Паласпорт дель Мауро (итал. Palasport Del Mauro) — крытая спортивная арена, расположенная в итальянском городе Авеллино. Вмещает 5300 зрителей. Является домашней ареной для баскетбольного клуба «Авеллино», выступающего в Серии А итальянского чемпионата.
Стадион носит имя Джакомо дель Мауро, ставшего в 1978 году в возрасте 18 лет серебряным призёром национального молодёжного турнира по спортивной гимнастике. Через два месяца после этого он получил травму, приковавшую его к инвалидному креслу. Несмотря на паралич, он получил лицензию тренера по гандболу и вывел команду города Авеллино в серию B итальянского чемпионата. После скоропостижной смерти дель Мауро в 27 лет было принято решение назвать центральный стадион города его именем.
Изначально арена вмещала 3600 зрителей, однако в 2008 году была расширена из-за требований, предъявляемых к домашним аренам участников Еврокубка.